# Pox

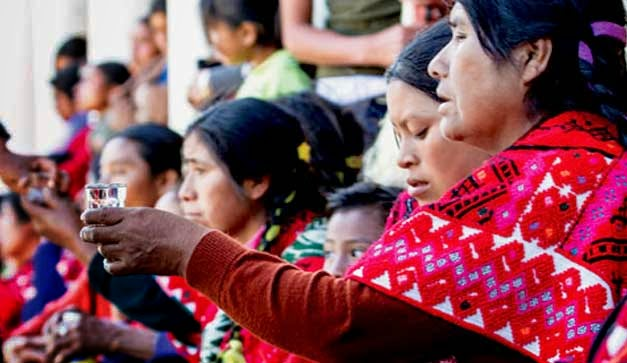
Mujeres indígenas tomando Pox

El pox o posh (/ˈpoʃ/) es una bebida alcohólica destilada de un fermento de piloncillo y maíz originaria de Chiapas. Históricamente se ha elaborado destilando de forma artesanal y casera en alambiques rupestres un fermento base piloncillo de caña saborizado con maíz. En su mayoría este producto proviene de las regiones de San Cristóbal de las Casas y San Juan Chamula. Encontrando sus orígenes en la cultura Maya, era y es usado por terapeutas tradicionales entre los tseltales y tsotsiles de Chiapas (j’ilol) durante ritos y ceremonias religiosas. 

## Origen de la palabra
En tsotsil y en tseltal,  la palabra Pox significa: 'medicina, curación'. Pox se refiere también a medicamentos. Así, la palabra poxtaiwanej es relativa al médico y poxna es la casa de las medicinas o farmacia.

## Introducción del Aguardiente en Chiapas (San Cristóbal de las Casas)
La producción aguardentera de Pox era destinada principalmente a la población local. El principal ingrediente, era la panela obtenida de la caña de azúcar. Esta panela afluía desde las zonas templadas del estado de Chiapas para surtir las destilerías de San Cristóbal de las Casas que representaban un tercio del total de las destilerías del estado. Las condiciones eran perfectas gracias a la facilidad de cultivo de la caña de azúcar y su larga difusión, debido a su requerimiento para su preparación complementaria de dulces [2]. 
La Nueva España y la Capitanía General de Guatemala, buscando defender en prioridad el monopolio de los licores españoles, intentaron frenar la destilación informal de este aguardiente que no requería grandes conocimientos sobre la destilación (seguían los procedimientos más primitivos).
En 1599 el Virreinato de España juzgo necesario frenar la expansión de la industria azucarera “debido al abuso que la gente en común va haciendo de los azúcares para golosinas y bebidas”. Sin embargo, la producción se consolidó a nivel local en pequeña escala debido a la corrupción hacia las autoridades encargadas de ejercer la ley, volviendo el Pox una bebida deseada en las comunidades indígenas. Su producción y comercio eran también percibidos como actividad de exacción por los grupos mestizos dominantes hacia los indígenas para reclutar y posteriormente endeudar trabajadores destinados a fincas. En otras partes del estado de Chiapas, el consumo era tan impregnado en usos y costumbres locales que se pagaban algunos trabajos con botellones de Pox o Chicha. Servía justamente para el consumo de la familia y los rituales de sanación, llevando muchas veces al endeudamiento de la familia.   
En 1776, la opinión de elites ilustradas del siglo XVIII permitió influenciar de manera positiva las autoridades de Nueva España y permitir la autorización y regulación de la producción de aguardiente local, para también dar salida a los productos de las regiones cañeras. Esto permitió salir el aguardiente de su situación semiclandestina y de su falta de contribución a ingresos municipales vía impuestos fiscales.   
En 1824, se dio mayor peso a la producción nacional prohibiendo la importación de licores extranjeros y por decreto el 22 de abril de 1831 se prohibió en el estado de Chiapas el establecimiento de fábricas de aguardiente en los pueblos habitados solo por indígenas. Por ende, San Cristóbal de las Casas se caracterizaba por ser una de las mayores productoras de aguardiente en el estado de Chiapas. El ayuntamiento estableció que “las personas que introdujeran aguardiente a los pueblos indígenas pagarían el impuesto de centavos por cada garrafón´.   
En 1864 San Cristóbal de las Casas perdió todo protagonismo en los municipios indígenas de Los Altos pero siguió conservando cierto control sobre las poblaciones que abastecían de productos agrícolas al mercado de la ciudad. Ante la imposibilidad de disponer de recursos para el pago de salarios a los obreros, se procedió a detener a numerosos indígenas ebrios en las vías de acceso a San Cristóbal para ocuparlos en tareas diversas, después de que habían dejado gran parte de los ingresos obtenidos por la venta de sus productos en alguno de los más de doscientos expendios de aguardiente existentes en la periferia de San Cristóbal de las Casas. En 1868 el Gobierno estatal trató de regular la fabricación de aguardiente en pueblos indígenas habitados también por ladinos, imponiendo un mínimo de diez familias mestizas para autorizar la fabricación de aguardiente.      
La mayoría de las personas encargadas de la producción y comercialización eran mujeres. Tal característica ya había quedado establecida desde la época colonial. En 1884, había según el padrón de San Cristóbal de las Casas 11,874 habitantes de los cuales 4,727 eran mujeres y 2,384 eran niñas. El número de mujeres adultas era más del doble que el de los hombres. La migración de estos a campos, aprovechando al expansión de fincas, nos habla de las escasas oportunidades que ofrecían ciudades a la población masculina. Sin embargo, el trabajo era abundante pero muy mal pagado para mujeres. El negocio del aguardiente daba empleo a cientos de mujeres, desde el suministro a pueblos indígenas hasta la elaboración del aguardiente siguiendo métodos tradicionales. En 1873, de un total de 85 fabricantes, 80 eran mujeres y 5 eran hombres.      

## Producción del Pox
Un rasgo de la industria aguardentera tradicional es que se trataba de una actividad doméstica, desarrollada en el propio hogar de las fabricantes. Para iniciar el proceso, lo importante era mezclar bien la panela con el agua. El líquido azucarado estaba dejado a reposar en varias bandejas por varios días (5 a 7), dando las posturas, resultado de la fermentación natural. Con medios sencillos se podía iniciar la destilación gracias a una o varias ollas de barro con capuchones que recogían el vapor emanado de la ebullición de las posturas y que al pasar por unos carrizos para obtener la condensación daban el aguardiente. Por cada olla se conseguía llenar un garrafón de 20 litros de aguardiente. 
El capital financiero para mantener el funcionamiento de una destilería no era muy elevado por lo cual era relativamente accesible para poblaciones de escasos recursos.
Cada fábrica domiciliaria podía destilar un promedio de quince a veinte garrafones de veinte litros por mes, dejando un beneficio entre cinco y diez pesos mensuales. Con estos beneficios tan escasos, la mayor amenaza era las crecientes cargas fiscales. Por esta razón, a partir de 1892 se fueron cerrando muchas de estas destilerías hasta quedar reducidas en pocos años a la mitad.

## Usos y ritos vinculados con el Pox
El maíz, ingrediente importante para el Pox contemporáneo, tiene un significado particular para los Mayas y representaba la fertilidad. Es también la materia de la cual nace el hombre como descrito en el Popol Vuh: “De maíz amarillo y de maíz blanco se hizo su carne; de masa de maíz se hicieron los brazos y las piernas del hombre. Únicamente masa de maíz entró en la carne de nuestros padres, los cuatro hombres que fueron creados”. En tiempos prehispánicos, había dos bebidas sagradas para los Mayas antes del uso de alambiques: el Balché y el Saka, justamente producido con maíz fermentado en agua.
Utilizado inicialmente como sedante o como medicina, era un antídoto contra las mordeduras de víbora, se frotaba para sanar problemas con las articulaciones y se tomaba con moderación para curar enfermedades, purificar la sangre y estimular el sistema digestivo.
Por lo mismo, el Pox no es considerado por los Mayas como bebida alcohólica cualquiera. Les permitía establecer una conexión entre el mundo material y espiritual sobre la base de su cosmovisión, teniendo como beneficios la cura de males psicológicos o físicos. Según usos y costumbres, cada sorbo tiene y cumple con un propósito.
Durante los rituales de sanación, los j’iloles o curanderos, antes de atender al enfermo, riegan un poco en el suelo para halagar a la tierra, en la cruz familiar, a los cuatro puntos cardinales y lanzan un poco al viento para que lo tome el chulel, el alma del brujo.
La sociedad Maya distingue el consumo de alcohol como ritual o con propósito social de lo que es la enfermedad desencadenada por un uso excesivo y compulsivo de este, denominada por los tsotsiles de San Juan Chamula y Chenalhó “schamel pox” o alcoholismo. Los j'iloles son también sujetos a esta enfermedad, además de los sacrificios aunados a esta vocación: Constantes desvelos, largas caminatas en la lluvia y el frío, largas jornadas de canto hincados, ayunos, mínima convivencia con la familia y, más que nada, las consecuencias físicas y emocionales que ocasionaban la constante ingestión de Pox. Los que reciben el llamado para ser j'iloles se llaman poxtaiwanej.
El uso del Pox en rituales de curación ha también vivido cambios importantes: Era considerado en el pasado como uno de los principales nutrimentos de las deidades. Su consumo ceremonial era compartido por el j’ilol y los asistentes coadyuvando a alcanzar el estado ch’ul (sagrado), que remite a un estado alterado de conciencia y permite el acceso, limitado, a la dimensión de Yan Vinajel-Yan Banomil (Otro Cielo-Otra Tierra), costumbre todavía predominante entre los tzeltales de Cancúc y la población maya que sobrevive en regiones en que las influencias señaladas no han impactado sensiblemente.
Se vivió una evolución profunda del sentido en del uso ceremonial del Pox: Paso de ser, por mandato expresado por la deidad celestial, un nutrimento a un medio preventivo sirviendo de protección para “confundir al Diablo”. En efecto, el j’ilol embriagado es incapaz de concentrarse en el ritual, sus preceptos y de ayudar a salvar-sanar a los enfermos. Hoy el Pox se usa asperjando las plantas en el altar desde la boca, evitando beberlo y se ha introducido el refresco que viene a reemplazar al aguardiente como ofrenda nutricia para las deidades por sus olores y su sabor y como bebida ritual.
Hoy, el Pox se utiliza también en San Juan Chamula como símbolo de fraternidad o de acuerdo. Por ejemplo, al final de las oraciones con las que concluyen un evento importante, todos toman un sorbo de Pox en señal de comunión, manifestando que como comunidad "están en un mismo corazón".